# دیجیتال سرف
دیجیتال سرف (انگلیسی: Digital Surf) شرکت نرم‌افزار فرانسوی است، که در سال ۱۹۸۹ تأسیس شد.